# Hamed Snousi
Hamed Snousi (tiếng Ả Rập: حمد السنوسي) (sinh ngày 3 tháng 11 năm 1989) là một cầu thủ bóng đá người Libya. Hiện tại anh thi đấu cho Hmam Al Anf ở Tunisia. Anh thi đấu cho Ahly Benghazi giai đoạn 2007-2012 khi đang chơi ở vị trí hậu vệ, và mang áo số 3.